# Thysanopyga strigata
Thysanopyga strigata är en fjärilsart som beskrevs av W. Warren 1907. Thysanopyga strigata ingår i släktet Thysanopyga och familjen mätare. Inga underarter finns listade i Catalogue of Life.